# Boarmia plumalis
Boarmia plumalis är en fjärilsart som beskrevs av Butler 1886. Boarmia plumalis ingår i släktet Boarmia och familjen mätare. Inga underarter finns listade i Catalogue of Life.